# Fernando Astengo
Fernando Enrique Astengo (Santiago de Chile, 8 januari 1960) is een voormalig profvoetballer uit Chili, die na zijn actieve loopbaan het trainersvak instapte. Hij speelde als verdediger.

## Clubcarrière
Astengo speelde twintig jaar seizoenen clubvoetbal. Hij speelde in Chili en Brazilië, en beëindigde zijn loopbaan in 1998.

## Interlandcarrière
Astengo speelde negentien officiële interlands voor Chili in de periode 1986-1989, en scoorde twee keer voor de nationale ploeg. Hij maakte zijn debuut in de vriendschappelijke uitwedstrijd tegen Brazilië (1-1) op 7 mei 1986 in Curitiba, net als Jaime Vera, Mariano Puyol, Jaime Pizarro, Manuel Pellegrini en Ivo Basay. Astengo nam met Chili onder meer deel aan twee opeenvolgende edities van de Copa América: 1987 en 1989.